# I Want You to Know
I Want You To Know (с англ. — «Я хочу, что бы ты знал») — песня немецко-русского диджея Zedd при участии американской актрисы и певицы Селены Гомес для его второго студийного альбома True Colors. Композиция написана Зеддом, Райаном Теддером (фронтмен группы OneRepublic) и Кевином Дрю (KDrew). Песня выпущена 23 февраля 2015 года. Сингл получил положительный отзывы от музыкальных критиков, а также песня заняла хорошие места в чартах.

## Написание
Песня написана Зеддом, Райаном Теддером (фронтмен группы OneRepublic) и Кевином Дрю (KDrew). Антон и Райан уже работали над первым альбомом диджея — «Clarity», в частности, над треком «Lost In Sea». Теддер позвонил Зедду, когда у него возникла идея над созданием новой песни. Первый раз Гомес и Заславский встретились 4 декабря 2014 года, и в тот же день певица сообщила, что они будут вместе работать. Комментируя песню, Райан сказал: «Зедд уничтожил её».

## Восприятие
Music Time прокомментировали композицию следующими словами: «Настоящая химия в дуэте над „I Want You To Know“ с вокалом Гомес сочетается с битами, и это удивительно, потому что до этого момента она немного работала с таким жанром». Inquisitr назвал песню «восторженной, учитывая всю рекламу». Idolator написал смешанное мнение о сингле: «Зедд взял свою привычную формулу EDM, и это не привнесло ничего нового в жанр, когда голос Гомес повторяется по кругу. Это не такой удивительный трек, но подойдёт для ночных клубов».

## Позиции в чартах
Через два дня после релиза песня заняла 6 место в стриминговом танцевальном чарте Billboard, и 9 место в поп-танцевальном чарте. 14 марта композиция дебютировала на 17 строчке Billboard Hot 100. Песня показала неплохие позиции, и продержалась в топ-30 Hot 100 в течение нескольких недель. В июле 2015 года на территории США продали более 500 000 легальных копий сингла. Также он получил золотую сертификацию в Австралии, Италии и Швеции.

## Музыкальное видео
Клип вышел 10 марта 2015 года на VEVO. Режиссёром стал Брент Бонакорсо, а утвердил Энтони Чирко. Зедд сказал: «Это будет сексуальный клип 70-х годов с различными эффектами. Очень круто». В видео показано, как Селена танцует в клубе, а Антон появляется как голограмма.

## Награды и номинации
| Год  | Премия             | Категория                  | Песня              | Результат |
| ---- | ------------------ | -------------------------- | ------------------ | --------- |
| 2015 | Teen Choice Awards | Лучшая песня для вечеринки | I Want You to Know | Победа    |

## Список композиций
- Обычная загрузка[13]

1. «I Want You to Know» (совместно с Селеной Гомес) — 3:58

- Обычная загрузка — ремиксы[14]

1. «I Want You to Know» (Fox Stevenson Remix) — 3:44
2. «I Want You to Know» (Marc Benjamin Remix) — 4:57
3. «I Want You to Know» (ESSIGI Future House Remix) — 6:15

## Чарты
| Чарт (2015)                                | Пиковая позиция |
| ------------------------------------------ | --------------- |
| Бельгия/Фландрия (Ultratop 50)             | 40              |
| Чехия (Singles Digitál Top 100)            | 10              |
| Европа (Billboard Euro Digital Song Sales) | 15              |
| Япония (Billboard Japan Hot 100)           | 21              |
| Великобритания (OCC UK Dance)              | 4               |
| США (Billboard Hot 100)                    | 17              |
| США (Billboard Adult Pop Airplay)          | 36              |
| США (Billboard Hot Dance/Electronic Songs) | 1               |
| США (Billboard Dance Club Songs)           | 14              |
| США (Billboard Pop Airplay)                | 11              |
| США (Billboard Rhythmic)                   | 40              |